# فردا روز دیگری است
فردا روز دیگری است فیلمی به کارگردانی روح‌الله خوشکام و نویسندگی عباس طهماسبی محصول سال ۱۳۷۴ است.

## بازیگران
- رسول توکلی
- شیوا خنیاگر
- شاهد احمدلو
- سودابه آقاجانیان
- کیومرث ملک‌مطیعی
- مهری ودادیان
- سعید پیردوست